# Orlica pospolita
Orlica pospolita, lokalnie lub dawniej paporocień lub paparatnik (Pteridium aquilinum (L.) Kuhn) – kosmopolityczny gatunek paproci z rodziny denstediowatych Dennstaedtiaceae. Występuje w strefie klimatów umiarkowanych i subtropikalnych. W Polsce gatunek pospolity z wyjątkiem wyższych terenów górskich.

## Morfologia

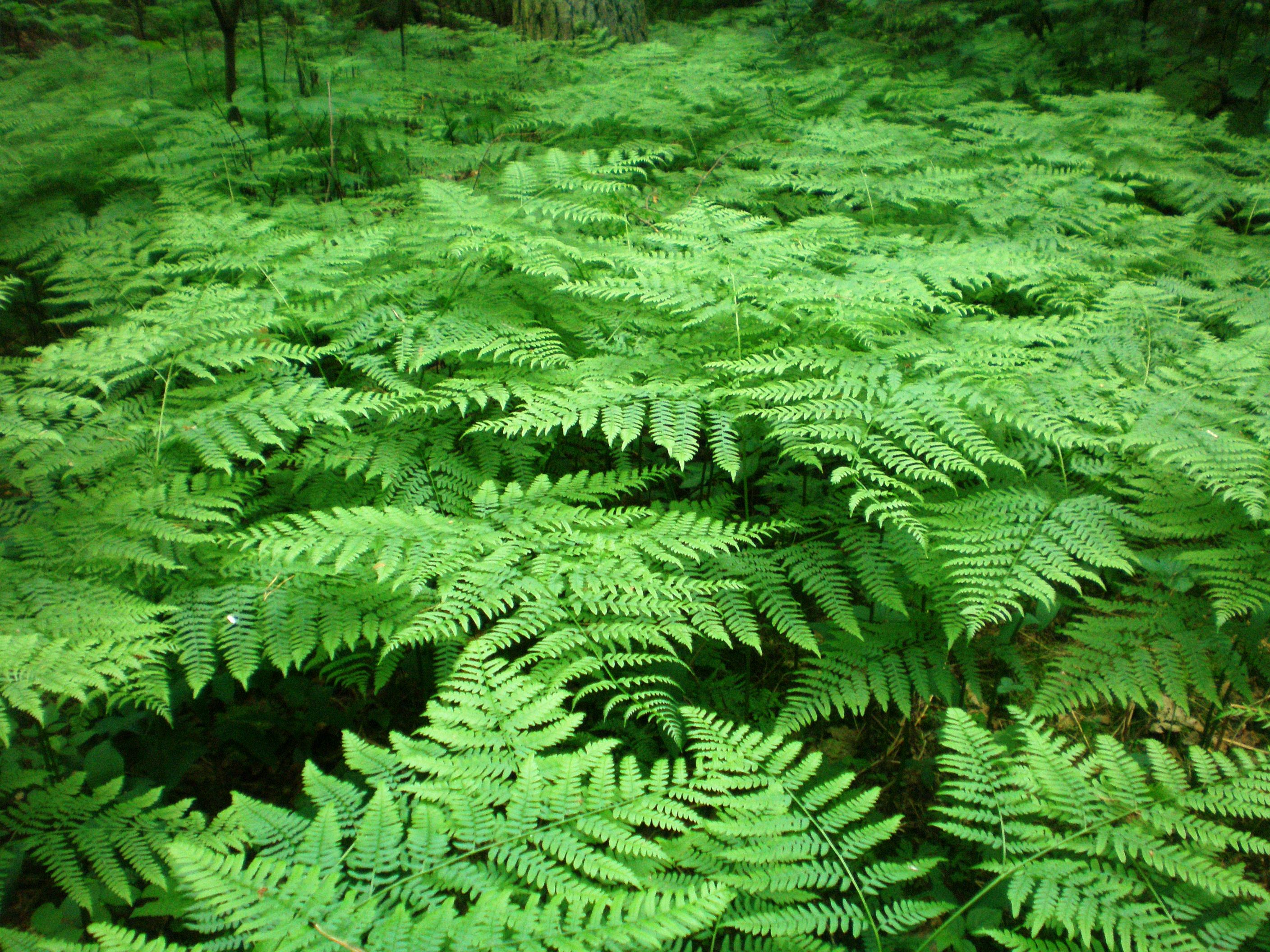
W naturalnym siedlisku

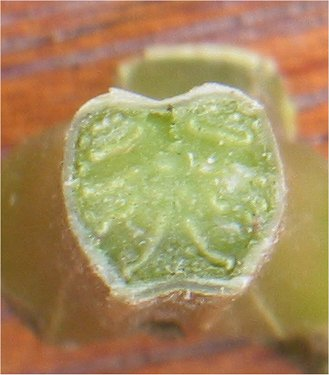
Przekrój poprzeczny osadki liścia

### Gametofit
Gametofit osiąga 7–8 mm szerokości i reprezentuje typ Athyrium – pozbawiony jest włosków.

### Sporofit
KłączeDuże, długie, poziomo rozrastające się w podłożu, rozgałęziające się. Jest w różnym stopniu owłosione i pozbawione łusek. Nadziemnego pędu brak.
LiścieOkazałe, osiągają zwykle do 1,8 m wysokości, ale zdarzają się i większe, nawet do 4,4 m długości. Z kolei w skrajnych warunkach mogą osiągać tylko 30 cm. Wyrastają pojedynczo na końcach kłączy. W zarysie trójkątne, 3-krotnie (rzadziej 2- i 4-krotnie) pierzaste o odcinkach równowąsko-lancetowanych, tępych, prawie naprzeciwległych i całobrzegich. Liść za młodu jest omszony, później blaszka liściowa jest naga lub rzadziej słabo owłosiona. Ogonek liściowy tak długi jak blaszka liściowa, do 1 cm średnicy. U nasady jest ciemny i omszony, w górnej części półkolisty na przekroju i nagi. Kupki zarodniowe umieszczone są na brzegu liścia i osłonięte szczątkową zawijką, jak również zagiętym brzegiem blaszki liściowej.
ZarodnikiBrązowe, kolczaste.

## Ekologia
Występuje w widnych i suchych borach mieszanych i borach sosnowych, rzadziej na terenach otwartych, na niżu i niższych położeniach górskich. Preferuje glebę piaszczystą.

## Biologia
Cechy fitochemiczneRoślina jest trująca. Zawiera kwas pteritanowy (orlikowogarbnikowy). Zatrucia u zwierząt roślinożernych następują zarówno po spożyciu orlicy na pastwisku, jak i w sianie. U bydła domowego powoduje krwiomocz. U koni poraża układ nerwowy i powoduje chwiejny chód. Orlicy przypisywano także winę za zapadanie owiec na kołowaciznę (obecnie wiadomo, że choroba ta wywoływana jest przez priony).
Kłącze orlicy i młode pastorałowate liście po przetworzeniu są jadalne. Kłącze zawiera do 60% skrobi i wytwarza się z niego mąkę. Bardzo młode części zielone po wstępnym przygotowaniu w celu usunięcia substancji trujących w japońskiej kuchni nazywa się warabi.
RozwójKupki zarodniowe pojawiają się w bardzo zmiennej ilości w strefie klimatu umiarkowanego w lipcu i sierpniu, często jednak przez wiele lat nie powstają wcale. Zarodniki kiełkują po 10–14 dniach. Kiełkowanie zaczyna się od wysunięcia przez szczelinę ściany zarodnika (egzynę) bezbarwnego chwytnika. Po stadium nitkowatym rozwoju gametofitu, rozwija się stadium „łopatkowe” i w końcu powstaje przedrośle sercowate. Rozwój gametofitu u orlicy należy do najszybciej przebiegających wśród gatunków należących do paproci cienkozarodniowych. Plemnie powstają po 23 dniach, a rodnie po 40 dniach. Zapłodnienie następuje ok. 60 dni po skiełkowaniu zarodnika. Po zapłodnieniu powstaje na przedroślu jeden tylko zarodek. Składa się on ze stopy tkwiącej w przedroślu i odżywiającej młodą roślinę oraz zaczątków korzenia, łodygi (kłącza) oraz liści. Młode listki są u orlicy nagie, ale w miarę rozwoju stają się coraz bardziej podobne do liści asymilacyjnych (trofofili).

## Nazewnictwo
Zarówno rodzajowa nazwa naukowa, jak i zwyczajowa nazwa polska pochodzi od układu wiązek przewodzących na przekroju ogonka liściowego, na którym układają się one w postać orła.